# Lápida vadiniense de Turenno
La lápida de Turenno es una lápida funeraria vadiniense grabada en cuarcita datada entre los siglos II y III d. C., encontrada en Argovejo y que se expone en la actualidad en el Museo de León.

## Descripción de la lápida

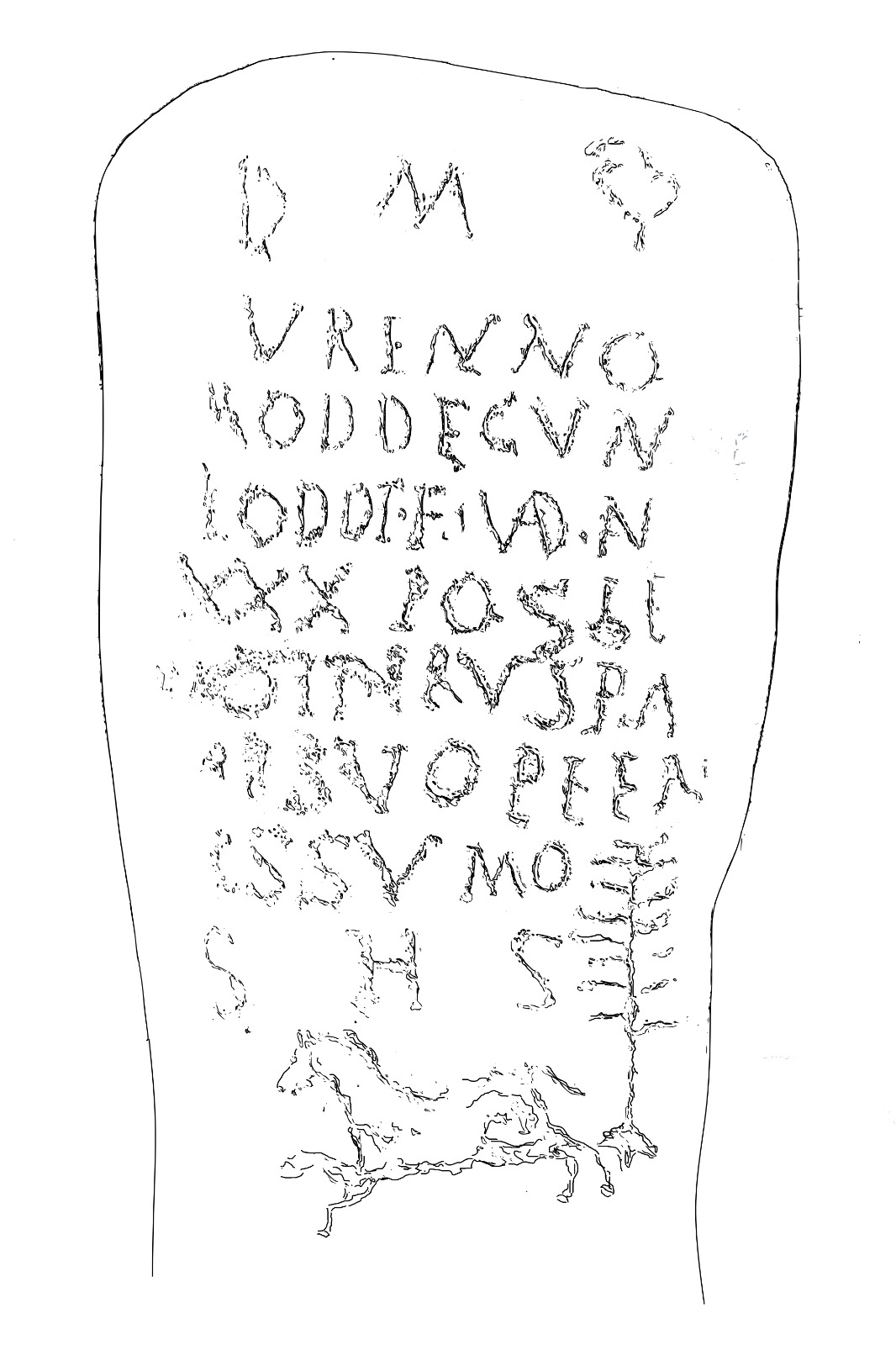
Negativo de la inscripción de la lápida.

Es una piedra de río, de naturaleza cuarcítica. Sus dimensiones son irregulares, con medidas aproximadas de 20 cm de grueso, 32 de ancho y unos 75 de alto. Junto al texto aparecen los elementos típicos de las lápidas vadinienses, la hoja de edera, el árbol que, según algunos autores, representaría al tejo y, por último, el caballo. Elemento, este último, a destacar de esta lápida: el caballo está  en pleno galope, movimiento perfectamente plasmado a diferencia de otras lápidas en las que, a pesar de tratar de recogerlo, no lo logran .
El texto que se observa en la lápida es el siguiente:

D(is) M(anibus)TURENNOBODDEGUNBODDI F(ilio) VAD(iniensi) AN(norum)XXX POSITDOIDERUS PA[tr]I SUO PIENTISSUMOS(itus) H(oc) S(epulchro)

Su traducción sería:
A los Dioses Manes. Doidero lo puso a su muy piadoso padre, Turenno, hijo de Boddo, de los Boddegos, vadiniense, de 30 años. Yace en este sepulcro.

## Cronología
En base al análisis epigráfico, la presencia de la fórmula Dis Manibus (DM), el uso del dativo para el nombre del fallecido y el empleo de un superlativo nos aproximan a una fecha entre finales del siglo II d. C. y siglo III d. C.

## Hallazgo
No se conocen las circunstancias y la fecha del hallazgo, la única referencia es que fue localizada en el pueblo de Argovejo, municipio de Crémenes, León.